# Kay Nelson
Kay Nelson, geborene Bushard (* 14. September 1909; † nicht ermittelt), war eine US-amerikanische Kostümbildnerin. 1950 wurde sie für ihre Kostüme in der Komödie Der Liebesprofessor (Mother Is a Freshman) in der Kategorie „Beste Kostüme in einem Farbfilm“ für den Oscar nominiert, musste den Vortritt jedoch Leah Rhodes, Travilla und Marjorie Best für den Mantel-und-Degen-Film Die Liebesabenteuer des Don Juan überlassen.
Nachdem Nelson erstmals 1944 für die Filmkomödie Up in Mabel’s Room für die Kostüme verantwortlich zeichnete, schuf sie in den folgenden 17 Jahren Kostüme für Werke wie beispielsweise Todsünde (1945), der dem Genre des Film noir zugerechnet wird, das Filmdrama Bumerang (Boomerang!) (1947) unter der Regie von Elia Kazan, den Weihnachtsfilm Das Wunder von Manhattan (1947) mit der damals neunjährigen Natalie Wood sowie die Literaturverfilmung Tabu der Gerechten. 1949 war Nelson in Joseph L. Mankiewicz’ Literaturverfilmung Ein Brief an drei Frauen (1949) für die Kostüme zuständig. Ihre letzte Arbeit lieferte sie 1961 in dem britischen Filmdrama Gebrandmarkt ab.
Kay Nelson war von 1947 bis 1954 mit dem Art-Director von 20th Century Fox Lyle R. Wheeler verheiratet.

## Filmografie (Auswahl)
- 1944: Up in Mabel’s Room
- 1944: Der Sonntagsgast (Sunday Dinner For A Soldier)
- 1945: Todsünde (Leave Her to Heaven)
- 1946: Feind im Dunkel (The Dark Corner)
- 1946: Sinfonie in Swing (Do You Love Me)
- 1946: Margie
- 1947: Bumerang (Boomerang!)
- 1947: Endspurt (The Homestretch)
- 1947: Das Wunder von Manhattan
- 1947: Tabu der Gerechten (Gentleman's Agreement)
- 1947: Kennwort 777 (Call Northside 777)
- 1948: Belvedere räumt auf (Sitting Pretty)
- 1948: Nachtclub-Lilly (Road House)
- 1948: Straße ohne Namen (The Street with No Name)
- 1948: Eine Dachkammer für zwei (Apartment for Peggy)
- 1949: Ein Brief an drei Frauen (A Letter to Three Wives)
- 1949: …und der Himmel lacht dazu (Come to the Stable)
- 1949: Sturmflug (Slattery's Hurricane)
- 1949: Gefahr in Frisco (Thieves’ Highway)
- 1949: Wenn meine Frau das wüßte (Everybody Does It)
- 1954: Zeugin des Mordes (Witness to Murder)
- 1955: Sensation am Sonnabend (Violent Saturday)
- 1960: Je länger, je lieber (Tall Story)
- 1961: Gebrandmarkt (The Mark)